# Schwarzholz bei Rothwind
Schwarzholz bei Rothwind (oberfränkisch: Schwodshualz)  ist ein Gemeindeteil des Marktes Mainleus im Landkreis Kulmbach (Oberfranken, Bayern). Schwarzholz bei Rothwind liegt in der Gemarkung Schwarzach bei Kulmbach.

## Geografie
Die Einöde Schwarzholz liegt östlich des Rohrbaches, eines rechten Zuflusses des Mains im Obermainischen Hügelland. Die Nachbarorte sind Eben im Norden, Schwarzholz bei Danndorf im Nordnordosten, Ködnitzerberg im Nordosten, Schmeilsdorf im Südosten, Fassoldshof im Süden, Rothwind im Südwesten, Mainroth im Westen und Eichberg im Nordnordwesten. Schwarzholz ist von dem dreieinhalb Kilometer entfernten Mainleus aus zunächst über die Bundesstraße 289 und danach über eine Gemeindestraße erreichbar, die nahe der Dorfmitte von Rothwind von der Bundesstraße abzweigt.

## Geschichte
Der Ort wurde in einer Urkunde, die im Zeitraum von 1502 bis 1520 entstanden ist, als im Jahr 1665 als „das Schwartz Holtz“ erstmals urkundlich erwähnt. Dem Ortsnamen liegt ein Flurname zugrunde in Analogie zu Schwarzwald.
Bis zur Gebietsreform in Bayern war Schwarzholz ein Gemeindeteil von Mainroth im Altlandkreis Lichtenfels. Die Gemeinde Mainroth hatte 1970 insgesamt 1371 Einwohner, davon sechs in Schwarzholz. Als die Gemeinde Mainroth mit der bayerischen Gebietsreform am 1. Januar 1977 aufgelöst wurde, wurde Schwarzholz zu einem Gemeindeteil des Marktes Mainleus, während der Gemeindehauptort Mainroth in die Stadt Burgkunstadt eingemeindet wurde.